# Karl Kernert
Karl Kernert (* 22. Mai 1907 in Dresden; † 31. Oktober 1987 ebenda) war ein deutscher Jurist und politischer Funktionär (NSDAP).

## Leben und Tätigkeit
Als Sohn eines Gärtnereibesitzers geboren, besuchte Kernert das Humanistische Kreuzgymnasium in Dresden. Er studierte Rechts- und Staatswissenschaften in Leipzig und Genf. Während seines Studiums wurde er 1926 Mitglied der Leipziger Burschenschaft Dresdensia. 1929 machte er sein Examen. Kernert wurde mit einer Arbeit über die Stellung des Sicherungseigners gegenüber Zwangsvollstreckungen der Gläubiger des Übereigners und in dessen Konkurs zum Dr. iur. promoviert. Zum 1. November 1930 trat er der NSDAP bei (Mitgliedsnummer 348.873).
Im Juni 1933 bestand Kernert die große juristische Staatsprüfung und trat anschließend als Gerichtsassessor in den Justizdienst ein. Am 15. Juni 1933 wurde er Mitglied der SA und war dort Führer der Standarten 100 und M 33 in Dresden. Später wurde er SA-Scharführer und SA-Oberscharführer. Im November 1933 erhielt er, inzwischen im allgemeinen Verwaltungsdienst stehend, den Rang eines Regierungsassessors. In den nachfolgenden Jahren folgten Beförderungen zum Regierungsrat (1936), Oberregierungsrat (1939), Ministerialrat (1940) und Ministerialdirigenten (1941). Innerhalb der SS wurde er in diesen Jahren nacheinander zum SS-Sturmbannführer und zum SS-Standartenführer befördert (SS-Nr. 107.405).
Kernert war als Beamter des Innenministeriums zeitweise zur Gestapo abgestellt: So war er für diese in Berlin tätig, dann leitete er die Dresdener Gestapozentrale und 1938/1939 die Staatspolizei in Reichenberg. 
Während des Zweiten Weltkriegs wurde Kernert als Nachfolger von Hans von Helms als Leiter der Gruppe III P in den Stab des Stellvertreters des Führers (SSdF), das 1933 geschaffene zentrale Steuerungsorgan zur Leitung und Beaufsichtigung des Parteiapparates der NSDAP, berufen. In dieser Stellung war er mit der Aufsicht über die Bearbeitung staatlicher Personalangelegenheiten im SSdF befasst und gehörte er zu den engen Mitarbeitern von Martin Bormann, dem Stabsführer des SSdF.
Bei Kriegsende tauchte Kernert in einem kleinen Ort bei Pullach unter, wo er sich als Flüchtling aus Dresden ausgab. Nach dem Krieg lebte Kernert als Rechtsanwalt in Bayern. Unter anderem kümmerte er sich in den 1950er Jahren um die Versorgungsansprüche der Witwen der Angehörigen der ehemaligen Parteikanzlei, so von Annemarie Hanssen, der Witwe von Kurt-Walter Hanssen. Politisch zählte er in diesen Jahren zu einer Gruppe, die die Organisation Gehlen und den frühen Bundesnachrichtendienst nachhaltig prägen sollte: Ein Netzwerk aus ehemaligen Angehörigen der SS, der Gestapo und des RSHA um Wilhelm Krichbaum, das in erheblichem Umfang daran mitwirkte, dass der Geheimdienst sein Personal aus ehemaligen „Kameraden“ rekrutierte.

## Ehrungen
- 1944: Kriegsverdienstkreuz 2. Klasse mit Schwertern
- Goldenes Ehrenzeichen der NSDAP

## Schriften
- Stellung des Sicherungseigners gegenüber Zwangsvollstreckungen der Gläubiger des Übereigners und in dessen Konkurs, 1930. (Dissertation)
- Altersvorsorge für Unternehmer und Arbeitnehmer. 1952, 4. Auflage Stuttgart München Hannover Boorberg 1956.